# Richard Carlton
Pour les articles homonymes, voir Carlton.
Richard Carlton (c. 1558 - c. 1638) est un compositeur anglais.
Diplômé du Clare College de Cambridge en 1577, il est à une époque maître des choristes à la cathédrale de Norwich. Contemporain de John Wilbye, il est surtout connu pour ses madrigaux dont l'un, Calm was the Air fait partie de The Triumphs of Oriana.

## Source de la traduction
- (en) Cet article est partiellement ou en totalité issu de l’article de Wikipédia en anglais intitulé « Richard Carlton » (voir la liste des auteurs).